# Bataille de Ballynahinch
Rébellion irlandaise de 1798
Batailles
- Ballymore-Eustace
- Naas
- Prosperous
- Kilcullen
- Carlow
- Harrow
- Tara Hill
- Oulart Hill
- Enniscorthy
- Newtownmountkennedy
- Three Rocks
- Bunclody
- Tuberneering
- New Ross
- Antrim
- Arklow
- Saintfield
- Ballynahinch
- Duncairn
- Ovidstown
- Foulksmills
- Vinegar Hill
- Ballyellis

- 1er Killala
- Ballina
- Castlebar
- Collooney
- Ballinamuck
- 2e Killala
- Île de Toraigh

La bataille de Ballynahinch a été menée en dehors de Ballynahinch, comté de Down, le 12 juin, au cours de la rébellion irlandaise de 1798 entre les forces britanniques, dirigées par le major-général George Nugent et les Irlandais-Unis dirigée par Henry Munro (1758-1798).

## La bataille
La bataille commença dans la nuit du 12 juin quand deux collines à droite et à gauche de Ballynahinch, furent occupées par les Britanniques qui pilonnèrent la ville avec leurs canons. Au cours d'une pause à de la tombée de la nuit, certains officiers rebelles auraient pressé Munro d'attaquer de nuit, mais il refusa au motif que cela n'aurait pas été chevaleresque. En conséquence, de nombreux rebelles déçus s'éclipsèrent pendant la nuit, plus tard, la rumeur prétendit que ces défections étaient principalement le fait des Defenders catholique.
À l'aube, la bataille reprit, les rebelles étant attaqués des deux côtés malgré certains succès initiaux, la confusion dans l'armée rebelle vit la retraite dans le chaos des Irlandais unis, poursuivi par le regroupement des forces britanniques, qui prit rapidement l'avantage changeant la retraite en massacre.

## Pertes
Les pertes loyalistes sont de six tués, dont un officier, et quatorze blessés tandis que les pertes des insurgés sont estimées à 400,.  

## Conséquences
Munro fut pendu après la bataille.
Betsy Gray, une jeune femme rebelle et ses deux frères ont été abattus dans le massacre après la bataille.